# 初実剣理方一流
初実剣理方一流（しょじつけん りかたいちりゅう）は、理方一流の美作津山藩に伝えられた系統である。旧字表記では初實劔理方一流。名称は、理方今枝流、理法一流、理方一流とも。居合（当流では「抜方」という）が重視された内容の剣術である。また、杖術も伝えられている。「理方」は理論の意味である。口伝に甲冑の伝がある。
津山藩には、当流とは別に良臺の門人秋元甚兵衛が津山藩へ仕えたことで今枝流秋元派が伝わり、幕末までその系統は続いていたが、明治に初実剣理方一流に合流した。
日本古武道協会に「初実剣理方一流剣術」として参加している。また同じくこの協会に所属している「初実剣理方一流甲冑抜刀術」は、十六代・大山十三郎から同流の印可を授けられた藤田金一が立ち上げた一派であり、甲冑伝をもとに演武の際は甲冑を着用し、試し斬りなども行う。

## 流儀の内容
流儀の一本目「初実剣（旧字：初實剱）」を基本かつ極意とする。甲冑由来とされる、腰を屈めて下方より勢いよく抜き打ちに切り上げる「刎截（はねきり）」を特徴とする。
座法は立膝や半安座（大座）であり、二の太刀は太刀を左に円転させながら振り上げ、斬り下ろすという、古式の作法である。残心・血振りについても、「止」を刺し、納刀の際、親指と人差し指で刀を挟み血糊を拭くなど、古武士の厳しい刀法が伝わっている。
稽古には、日本刀や居合刀ではなく、鞘付き木刀を使用する。技が完成されたとき、この鞘木刀をもって立ち木をも切断する威力を持つことができるとされている。

## 流名について
良臺の孫今枝良眞は流派名を理方一流剣術に改め、理方一流を津山藩に伝えた本郷真富が、最も重視された表の1本目の形の名前である「初実剣」を付けて「初実剣理方一流剣術」と改称したとする論者もいる（津山の初実剣理方一流剣術では本郷真富は改称していないと口伝される）。しかし、今枝良尚が安永2年（1773年）に記したものを膳所藩の師範今枝良温が安政4年（1857年）に写した伝書の題が『初實剱理兵技録』となっているため、津山藩に伝わる以前より初実剣理方一流を名乗っていた可能性もある。